# Takumi Shima
Takumi Shima (島 卓視 Shima Takumi?,  nacido el 3 de octubre de 1967 en Tokushima) es un exfutbolista japonés. Jugaba de delantero y su último club fue el Sanfrecce Hiroshima de Japón.

## Trayectoria

### Clubes
| Club                | País  | Año         |
| ------------------- | ----- | ----------- |
| Sanfrecce Hiroshima | Japón | 1986 - 1995 |